# Isostiquio
Isostiquio (Del gr. ἰσο- iso-. elem. compos. Significa 'igual'). Es un concepto métrico que hace referencia al tono y la Pausa versal dentro de un poema. 
La cesura es una pausa versal que se produce en el interior del verso cuando  este es compuesto, por tanto se divide en dos hemistiquios.  Si los dos hemistiquios tienen el mismo número de sílabas se denominan isostiquios , es decir, compuestos por ejemplo por dos versos de siete sílabas cada uno. Por el contrario si son desiguales se denominan heterostiquios, dos versos de ocho y seis. 
Funcionan como versos autónomos, por tanto, siguen las reglas del verso. Si la última palabra del primer hemistiquio es oxítona se cuenta una sílabas más y si es proparoxítona, una menos. También impide la sinalefa.  

## Ejemplos
“Leuáronla al lecho,// a Tarsiana l’infante.//

Diz ella: “Dios te salue,// romero o merchante, //

mucho só de tu cuita, // sábelos Dios, pesante”//

So estrument en mano,//  parósele delante:”///

Libro de Apolonio (siglo XIII)

“Si estos cinco gozos // que dichos voz avemos//

A la Madre gloriosa // bien gelos ofrecemos, //

Del yerro que por estos // cinco sesos fecemos, //

Por el so sancto ruego // grand perdón ganaremos.”///

Milagros de Nuestra Señora. Gonzalo de Berceo. (siglo XIII)

“Lanzóse el fiero bruto // con ímpetu salvaje, //

ganando a saltos locos // la tierra desigual,//

salvando de los brezos //el áspero ramaje//

a riesgo de la vida // de su jinete real.”///

La carrera de Al-hamar, José Zorrilla (siglo XIX)